# Cérémonie de la fumée
Dans la spiritualité autochtone au Canada, les cérémonies sont pratiquées depuis des temps immémoriaux pour cause d’une transmission uniquement orale donc, même si l’écriture n’était pas maîtrisée ou inventée, leurs traditions pouvaient être perpétuées. Cela un but précis, que ce soit pour célébrer une fête sacrée, une naissance, le retour de l’été ou pour entrer en contact avec les esprits, aider une personne à rêver et même guérir. Les autochtones chamans/guérisseurs utilisent plusieurs outils (comme des herbes, des plumes, des pierres, etc.) pour faire en sorte que la cérémonie réalise son but. Par exemple, l’écriture de prières/pensées est proscrite lors de la cérémonie car, pour eux, ils empêchent l’élévation vers le monde spirituel. Le fait de chanter (prières) et danser est bien plus accepté. D’autres outils, dont l’utilisation des plantes, ont une place primordiale chez les autochtones. D’ailleurs, il y a quatre types de plantes les plus utilisées lors des cérémonies : le foin d’odeur qui purifie l’intention de ce rituel (éloigne toutes personnes malintentionnées), le tabac qui crée un lien entre l’utilisateur et le monde des esprits, le cèdre qui attire les énergies positives sur le lieu et la sauge, en plus d’éloigner les énergies négatives, est une forme de médecine,. C’est ainsi que la sauge par son importance lors des cérémonies et la possession de multiples propriétés : « On comprend mieux pourquoi les moines bénédictins l’utilisèrent dès le Moyen Âge comme plante médicinale. Les anciens lui accordaient le pouvoir de guérir tous les maux. Elle symbolise la santé. » , Elle fait maintenant l’objet d'une cérémonie à part entière : La Cérémonie de la Fumée.

## L’utilité de la cérémonie de la fumigation
Selon les traditions autochtones : « afin qu'une personne puisse être guérie ou puisse en guérir une autre, cette dernière devait être "nettoyée" de tous mauvais sentiments, pensées négatives, mauvais esprits ou énergies négatives ». Ce prérequis à un rituel de guérison vaut pour toutes les cérémonies ; être le plus pur possible, autant spirituellement que physiquement : « La tradition dit que toutes les cérémonies de la tribu ou cérémonies privées, doivent être amorcées avec le cœur pur afin de pouvoir prier, chanter et marcher d'une manière sacrée et de recevoir l'aide des esprits pour entrer dans le royaume sacré. Les anciens, à travers le monde, utilisaient les herbes afin d'accomplir cette tâche ». Pour les autochtones, cela empêche aussi le guérisseur de se faire emporter par les « choses » négatives. Donc, cette cérémonie peut être aussi utilisée comme préparatif à un autre rituel de plus grande ampleur.

## Type de cérémonie
Les autochtones utilisent la fumigation (« Action d'exposer à la fumée, à la vapeur certaines parties du corps. ») comme purification rituelle. La fumigation consiste à brûler le ou les herbes sacrées dans une coquille d’ormier qui protègera les objets/meubles ambiant de brûler aussi et de diffuser cette fumée : le chaman/guérisseur qui fait la cérémonie prend la coquille dans une de ses mains et conduit la fumée par l’autre main sur la ou les parties du corps qui ont besoin de celle-ci. C’est en manipulant la fumée que les autochtones activent et répandent les facultés que possèdent les herbes brûlantes. Cette technique est l’une des bases médicinales des autochtones pour aider à guérir. Dans son livre, Rodolphe Gagnon rappelle au chaman l’importance d’utiliser le Sacré comme médecine pour ainsi chasser le négatif mais aussi pousser le corps du patient à s’auto-guérir par ses propres pouvoirs intérieurs car certaines maladies proviennent parfois d’un évènement réel ou d’une répercussion du karma. 

## La cérémonie de la fumée
Avant de procéder à la cérémonie, il y a un temps de préparation. Le guérisseur/chaman rassemble la sauge séchée (blanche ou de jardin) et celle-ci est installée dans la pièce où le rituel va se passer pour purifier cet endroit puisqu’il est important de faire une demande aux esprits présents pour utiliser un emplacement en particulier en promettant de garder celui-ci en bon état. Si la demande est refusée, les esprits le feront sentir.
Ensuite, commence la fumigation. Le guérisseur entame les prières visant à la purification et continuera ainsi tout au long du processus. Par contre, cette fois-ci, en manipulant la fumée, il frotte celle-ci sur les parties physiques nécessitant la guérison. Pour ce qui est du côté spirituel, les prières s’occupent d’une partie mais, pour un meilleur résultat, il est conseillé d’avoir un guérisseur qui sait lire les auras pour enfumer les parties tachetées du corps spirituel. Parfois, à la place de la main, le guérisseur utilise une plume et, à la place de frotter sur le corps, fait des ronds autour de la personne.

## Conclusion
Bien que, dans les rites, la cérémonie de la fumée soit un excellent moyen de purifier une personne assouvie d’énergies négatives qui est souvent la cause de maladies, il existe d’autres moyens pour soigner quelqu’un qui souffre de dépression, maladie pulmonaire/cardiaque, maux de cœur, problèmes de respiration, peine d’amour, possession d’esprits, etc. Martin Ahriwate Kersmaekers, dans son livre, fait mention de quelques manières différentes de procéder.